# Cephalodella eurynota
Cephalodella eurynota är en hjuldjursart som beskrevs av Myers 1934. Cephalodella eurynota ingår i släktet Cephalodella och familjen Notommatidae. Inga underarter finns listade i Catalogue of Life.